# Dalmatinska nogometna liga 1980./81.
Dalmatinska nogometna liga u sezoni 1980./81. je predstavljala ligu četvrtog stupnja nogometnog prvenstva Jugoslavije. 
 
Sudjelovalo je 14 klubova, a prvak je bila "Bukovica" iz Kistanja.

## Ljestvica
| mj. | klub                      | ut. | pob. | ner. | por. | gol+ | gol- | bod |
| --- | ------------------------- | --- | ---- | ---- | ---- | ---- | ---- | --- |
| 1.  | Bukovica Kistanje         | 26  | 15   | 5    | 6    | 45   | 24   | 35  |
| 2.  | Slaven Gruda              | 26  | 14   | 5    | 7    | 50   | 33   | 33  |
| 3.  | Primorac Biograd na Moru  | 26  | 14   | 5    | 7    | 42   | 26   | 33  |
| 4.  | Junak Sinj                | 26  | 12   | 6    | 8    | 35   | 28   | 30  |
| 5.  | Jadran Kaštel Sućurac     | 26  | 11   | 7    | 8    | 48   | 27   | 29  |
| 6.  | DOŠK Drniš                | 26  | 10   | 8    | 8    | 29   | 33   | 28  |
| 7.  | Zmaj Makarska             | 26  | 10   | 7    | 9    | 32   | 29   | 27  |
| 8.  | Jadran Kardeljevo         | 26  | 9    | 6    | 11   | 34   | 37   | 24  |
| 9.  | Dinara Knin               | 26  | 9    | 5    | 12   | 38   | 38   | 23  |
| 10. | Jugovinil Kaštel Gomilica | 26  | 7    | 9    | 10   | 35   | 40   | 23  |
| 11. | Sloga Mravince            | 26  | 6    | 10   | 10   | 28   | 46   | 22  |
| 12. | Omiš                      | 26  | 5    | 12   | 9    | 38   | 54   | 22  |
| 13. | Mračaj Runović            | 26  | 7    | 7    | 12   | 43   | 56   | 21  |
| 14. | Hajduk Vela Luka          | 26  | 5    | 5    | 16   | 34   | 69   | 15  |

- Kardeljevo – tadašnji naziv za Ploče

## Rezultatska križaljka
| kratica | klub                      | BUK | DIN | DOŠK     | HAJ | JADKR | JADKS | JUG | JUN | MRA | OMIŠ | PRI      | SLA | SLO | ZMAJ     |
| --- | ------------------------- | --- | --- | -------- | --- | ----- | ----- | --- | --- | --- | ---- | -------- | --- | --- | -------- |
| BUK | Bukovica Kistanje         |     |     |          |     |       |       |     |     | 5:0 |      |          |     | 1:1 | 0:0      |
| DIN | Dinara Knin               |     |     |          |     |       |       |     |     | 5:0 |      |          |     | 5:1 | 0:1      |
| DOŠK | DOŠK Drniš                |     |     |          |     |       |       |     |     | 1:1 |      |          |     | 1:1 | 1:0      |
| HAJ | Hajduk Vela Luka          |     |     |          |     |       |       |     |     | 0:3 |      |          |     | 5:1 | 4:1      |
| JADKR | Jadran Kardeljevo         |     |     |          |     |       |       |     |     | 2:0 |      |          |     | 2:0 | 0:3 p.f. |
| JADKS | Jadran Kaštel Sućurac     |     |     |          |     |       |       |     |     | 4:1 |      |          |     | 2:1 | 1:0      |
| JUG | Jugovinil Kaštel Gomilica |     |     |          |     |       |       |     |     | 3:1 |      |          |     | 2:1 | 1:1      |
| JUN | Junak Sinj                |     |     |          |     |       |       |     |     | 2:1 |      |          |     | 0:1 | 3:0      |
| MRA | Mračaj Runović            | 1:2 | 1:2 | 3:1      | 4:0 | 2:1   | 3:3   | 0:3 | 3:2 |     | 6:1  | 0:3 p.f. | 2:2 | 4:3 | 1:1      |
| OMIŠ | Omiš                      |     |     |          |     |       |       |     |     | 2:2 |      |          |     | 3:3 | 2:1      |
| PRI | Primorac Biograd na Moru  |     |     |          |     |       |       |     |     | 2:0 |      |          |     | 2:1 | 0:0      |
| SLA | Slaven Gruda              |     |     |          |     |       |       |     |     | 4:2 |      |          |     | 5:0 | 2:0      |
| SLO | Sloga Mravince            | 2:1 | 4:1 | 1:2      | 1:1 | 2:1   | 1:1   | 4:1 | 1:1 | 1:1 | 1:1  | 1:1      | 3:0 |     | 0:0      |
| ZMAJ | Zmaj Makarska             | 1:1 | 3:1 | 0:3 p.f. | 3:0 | 2:0   | 1:0   | 3:1 | 2:0 | 1:1 | 2:4  | 1:0      | 1:2 | 3:2 |          |
| |                           |     |     |          |     |       |       |     |     |     |      |          |     |     |          |
| podebljan rezultat - utakmice od 1. do 13. kola (1. utakmica između klubova) rezultat normalne debljine - utakmice od 14. do 26. kola (2. utakmica između klubova) rezultat nakošen - nije vidljiv redoslijed odigravanja međusobnih utakmica iz dostupnih izvora rezultat nakošen i smanjen * - iz dostupnih izvora nije uočljiv domaćin susreta prekrižen rezultat - poništena ili brisana utakmica p - utakmica prekinuta 3:0 p.f. / 0:3 p.f. - rezultat 3:0 bez borbe |                           |     |     |          |     |       |       |     |     |     |      |          |     |     |          |

 Izvori: 